# Jozef Galovič
Jozef Galovič (13. října 1880 Nováky nebo Nové Zámky – ???) byl československý politik a poslanec Národního shromáždění za Hlinkovu slovenskou ľudovou stranu.

## Biografie
Za první republiky působil jako traťmistr Československých státních drah. Vykonával funkci předsedy Svazu slovenských železničářů. V roce 1927 založil vydavatelské družstvo, založil i týdeník Slovenský juh. Byl členem Slovenského katolického kruhu. Zasedal v okresním zastupitelstvu.
Podle údajů k roku 1931 byl profesí železničním traťmistrem ve výslužbě v Nových Zámcích.
Po parlamentních volbách v roce 1929 získal za Hlinkovu slovenskou ľudovou stranu poslanecké křeslo v Národním shromáždění. Mandát mu ale byl přidělen až dodatečně, v roce 1931, jako náhradníkovi poté, co rezignoval poslanec Pavol Macháček.